# Klu River
Der Klu River ist ein etwa 52 km langer linker Nebenfluss des Chakina River im zentralen Süden des US-Bundesstaats Alaska.

## Flusslauf
Der Klu River entspringt im Norden der Chugach Mountains auf einer Höhe von etwa 1450 m 5,7 km westnordwestlich des 2592 m hohen Hanagita Peak. Der Klu River durchfließt den Norden der Chugach Mountains in einem breiten Flusstal in überwiegend ostnordöstlicher Richtung und mündet schließlich auf einer Höhe von 522 m in den nach Norden fließenden Chakina River. Der Klu River nimmt mehrere kleinere gletschergespeiste Zuflüsse rechtsseitig auf. 16 Kilometer oberhalb der Mündung kreuzt der Fluss eine breite in WNW-OSO-Richtung verlaufende Niederung, die nach Westen hin über den Hanagita River und nach Osten hin über den Monahan Creek entwässert wird.

## Einzugsgebiet
Der Klu River entwässert ein Areal von etwa 363 km². Das Einzugsgebiet befindet sich im Wrangell-St.-Elias-Nationalpark. Es grenzt im Südosten an das des West Fork Chakina River, im westlichen Süden an das des North Fork Bremner River sowie im Westen an das des Tebay River.